# ملعب ترينيداد
ملعب ترينيداد هو ملعب متعدد الاستخدام يقع في أورنجستاد عاصمة أروبا . غالبا ما يتم استخدامه لمباريات كرة القدم . يسع الملعب لجلوس 5 آلاف متفرج . يعتبر الملعب الرسمي الذي يخوض فيه منتخب أروبا مبارياته الدولية .